# Das neugeborne Kindelein, BWV 122

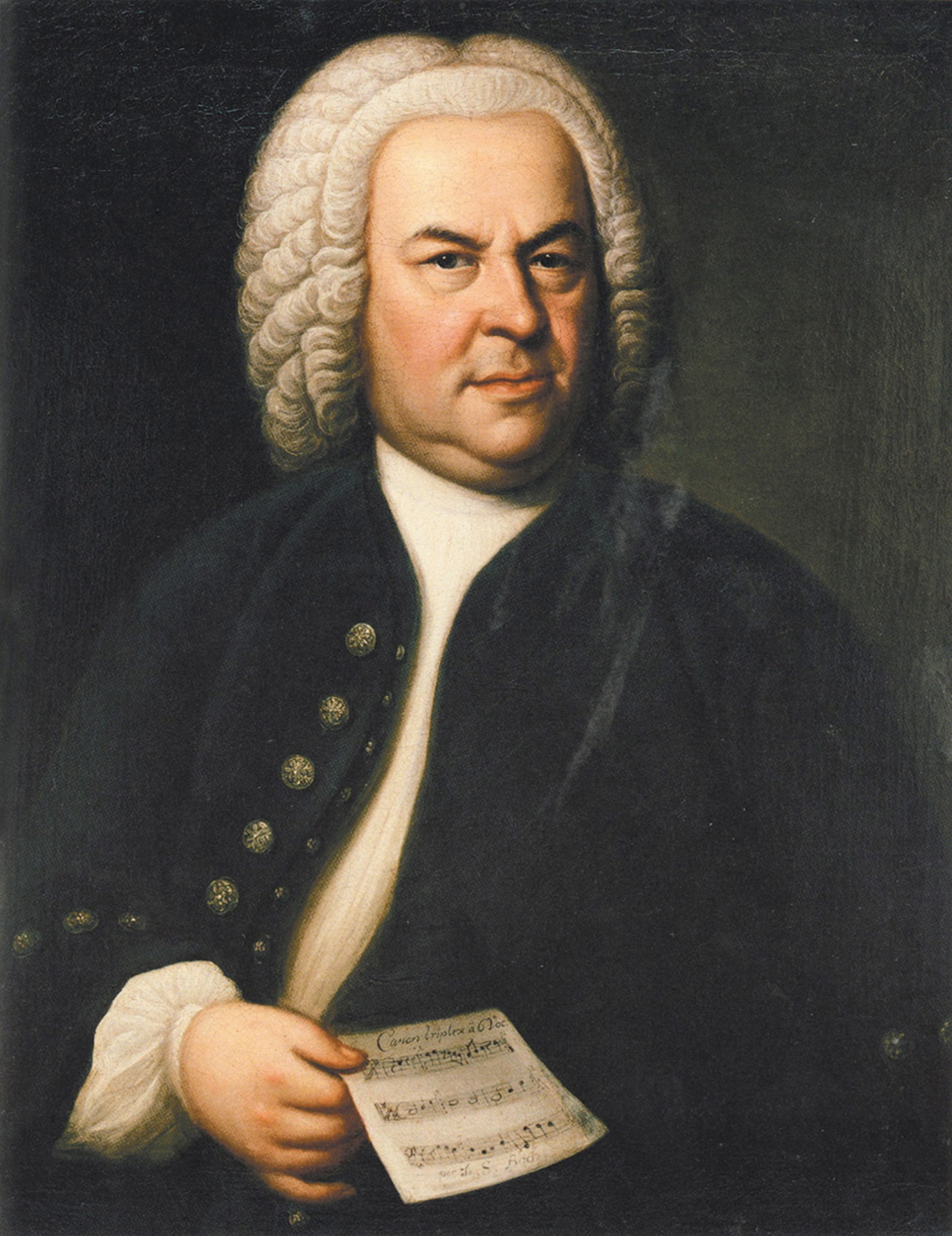
Johann Sebastian Bach, compositor de la cantata.

Das neugeborne Kindelein, BWV 122 (El niño recién nacido) es una cantata de iglesia de Johann Sebastian Bach. Compuso esta cantata coral de seis movimientos en Leipzig para el domingo después de Navidad y la interpretó por primera vez el 31 de diciembre de 1724.

## Historia y texto
Bach compuso la cantata en su segundo año como Thomaskantor en Leipzig para el domingo después de Navidad. Las lecturas prescritas para ese día fueron de la Epístola a los gálatas, «por Cristo somos libres de la ley» (Gálatas 4:1-7), y del Evangelio de Lucas, Simeón y Ana hablando con María (Lucas 2:33-40). La cantata coral se basa en un himno de Cyriakus Schneegaß (1597) con el mismo título que la cantata. Se desconoce el libretista.
Bach interpretó la cantata por primera vez el 31 de diciembre de 1724.

## Partitura y estructura
Esta obra está escrita para cuatro solistas vocales (soprano, alto, tenor y el bajo), un coro de cuatro partes, tres flautas dulces, dos oboes, taille, dos violines, viola y bajo continuo con órgano.
La cantata consta de seis movimientos:
1. Coral: Das neugeborne Kindelein
2. Aria (bajo): O Menschen, die ihr täglich sündigt
3. Recitativo (soprano): Die Engel, welche sich zuvor
4. Aria (soprano, alto, tenor): Ist Gott versöhnt und unser Freund
5. Recitativo (bajo): Dies ist ein Tag, den selbst der Herr gemacht
6. Coral: Es bringt das rechte Jubeljahr

## Música
El coro de apertura es una fantasía coral con un largo ritornello de apertura y cierre que remata un tema coral con cuatro entradas y largos episodios intercalados. Las tres voces más bajas imitan a la soprano tres veces en las frases corales y luego se mueven hacia una figura ascendente rápida.
El segundo movimiento es un aria de bajo larga y cromática que discute «sündigt» (pecar). Este es el movimiento más largo de la cantata. El bajo continuo que acompaña a la línea vocal es «tortuoso y cromáticamente enrevesado».
El recitativo de soprano se acompaña de un trío de flauta dulce simple, una combinación diseñada para representar el «aura de los ángeles». Como este es el único movimiento que incluye las flautas dulces, las partes probablemente fueron interpretadas por los intérpretes de oboe y taille.
El cuarto movimiento es un trío de voces de soprano, alto y tenor; el alto canta la línea coral con las cuerdas mientras que la soprano y el tenor interpretan un aria a dúo. El movimiento está en re menor y 6
8.
El recitativo de bajo comienza en mayor antes de modular a sol menor en el movimiento final. Se acompaña de cuerdas de acordes agudos y una línea de bajo continuo.
La coral de cierre es rápida y breve. Está en forma de bloque.
La música «bastante apagada» del primer estribillo y el aria del bajo (cuya primera línea se traduce como «Oh mortales, los que pecan a diario») ha sido descrita por un escritor como una «resaca moral» de los oyentes después de la posible indulgencia excesiva de las vacaciones de Navidad.

## Grabaciones
- Wiener Kammerchor / Ópera Estatal de Viena. J. S. Bach: Cantatas BWV 122 and BWV 133. Vanguard Bach Guild, 1952.
- Frankfurter Kantorei / Bach-Collegium Stuttgart. Die Bach Kantate. Hänssler, 1972.
- Collegium Vocale Gent. J. S. Bach: Cantates de Nöel. Harmonia Mundi France, 1995.
- Bach: Cantates pour la Nativité / Intégrale des cantates sacrées Vol. 4, Eric J. Milnes, Montréal Baroque, Monika Mauch, Matthew White, Charles Daniels, Harry van der Kamp, ATMA Classique 2007
- Amsterdam Baroque Orchestra & Choir, Ton Koopman J.S. Bach: Complete Cantatas, Vol. 13. Antoine Marchand, 2003.